# Carter Trevisani
Carter Vincent James Trevisani (Carlisle, 15 giugno 1982) è un ex hockeista su ghiaccio canadese naturalizzato italiano, di ruolo difensore.

## Carriera

### Club
Trevisani esordì a livello universitario (NCAA) con l'Ohio State University, per passare poi, nella stessa stagione 2000-2001, alla Ontario Hockey League (OHL), fra le file dei titolati Ottawa 67's.
Sempre nel 2001 fu selezionato ai Draft dai Carolina Hurricanes come ottava scelta (244ª scelta assoluta). Non trovando un posto in NHL, Trevisani optò per l'Europa e nella stagione 2003-2004 si trasferì nella Serie A italiana con i Mastini Varese. Quando due anni dopo, Varese sparì dal panorama dell'hockey italiano, Trevisani si trasferì all'Asiago Hockey A.S..
Per la stagione 2006-2007 approdò in Svezia al Södertälje e dopo un ottimo anno disputato nel paese delle tre corone tornò in Italia nelle file dei Milano Vipers. Con lo scioglimento della società meneghina al termine della stagione 2007-08, Trevisani si svincolò e fu messo sotto contratto dall'HC Val Pusteria. Nel 2009-10 tornò a vestire la casacca dell'Asiago Hockey, con cui vinse lo scudetto.
Da settembre 2010 giocò in Federal Hockey League con gli Akwesasne Warriors, mettendo a segno 50 punti in 35 gare, fino a quando, nel febbraio del 2011, ritornò in Italia, al Valpellice. Al termine dei playoff italiani, nel marzo del 2011 Trevisani fece il suo ritorno ai Warriors, con cui a sua volta disputò i playoff, conquistando il titolo con la squadra canadese.
Nell'ottobre del 2012 passò ai 1000 Islands Privateers con i quali terminò la sua carriera hockeistica.

### Nazionale
Dopo due anni consecutivi di permanenza in Serie A, Trevisani poté vestire la maglia della Nazionale italiana. L'esordio in una competizione ufficiale avvenne alle Olimpiadi di Torino 2006. Successivamente vestì la maglia del Blue Team fino al 2009, partecipando a tre campionati mondiali.

## Palmarès

### Club
- Campionato italiano: 1

Asiago 2009-2010
- Federal Hockey League: 1

Akwesasne Warriors 2010-2011
- Hockeyallsvenskan: 1

Södertälje 2006-2007
- Ontario Hockey League: 1

Ottawa 67's 2000-2001